# Denis Pineda
Denis Omar Pineda Torres (ur. 10 sierpnia 1995 w San Vicente) – salwadorski piłkarz występujący na pozycji skrzydłowego, reprezentant Salwadoru, od 2023 roku zawodnik portugalskiego Rabo de Peixe.